# Horst Niesyto

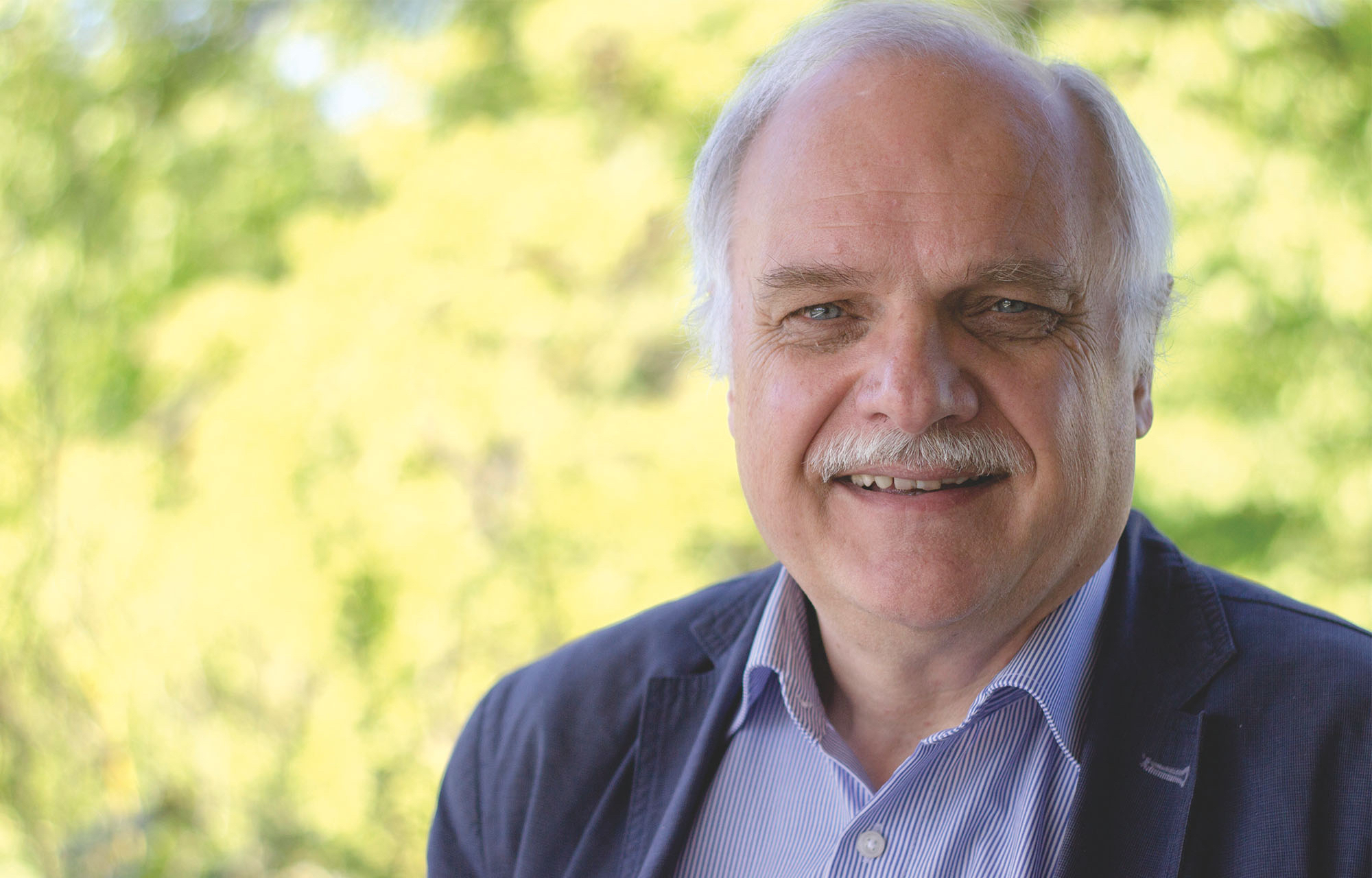
Horst Niesyto (2017)

Horst Niesyto (* 21. Februar 1952 in Lörrach) ist ein deutscher Erziehungswissenschaftler und Medienpädagoge. Er arbeitete von 1997 bis zu seiner Pensionierung 2017 als Professor für Erziehungswissenschaft mit dem Schwerpunkt Medienpädagogik an der Pädagogischen Hochschule Ludwigsburg und leitete die Abteilung Medienpädagogik im Institut für Erziehungswissenschaft. Heute leitet sein Nachfolger Thomas Knaus die Abteilung Medienpädagogik.

## Leben
Horst Niesyto studierte Pädagogik, Psychologie und Soziologie in der Studienrichtung Sozialpädagogik an der Universität Tübingen und der Pädagogischen Hochschule Freiburg. Nach dem Studium arbeitete er hauptberuflich als Jugendleiter in Frankfurt/Main bei der evangelischen Kirche (1977–1980), als Jugendbildungsreferent in Erbach beim Jugendbildungswerk des Odenwaldkreises (1981–1990) und als Dozent in Karlsruhe an der Zivildienstschule (1991–1996). In Zusammenhang mit einem medienpädagogischen Landjugendprojekt im Odenwald promovierte er 1991 an der Universität Tübingen über Erfahrungsproduktion mit Medien. Danach war er als Lehrbeauftragter an den Universitäten in Karlsruhe (Jugendsoziologie) und Tübingen (Medienpädagogik) sowie als wissenschaftlicher Projektberater an der Universität Dresden (Institut für Sozialpädagogik) tätig.

### Wissenschaftliche Forschung
Horst Niesyto untersuchte in seinen Arbeiten soziale Aspekte in medialen Kontexten und führte hierzu u. a. die Studie „Medienpädagogik und soziokulturelle Unterschiede“ (2000) durch. Er veröffentlichte Analysen zur „digitalen Spaltung“ in der Gesellschaft, zum digitalen Kapitalismus und zu weiteren Themen in medien- und gesellschaftskritischer Perspektive.
Niesyto setzt sich für die Stärkung einer handlungsorientierten und politisch-kulturellen Medienbildung ein, die (digitale) Medien für Selbstausdruck, Kommunikation, Persönlichkeitsentwicklung, Lernen und gesellschaftliche Teilhabe fördert. Er konkretisierte dies für unterschiedliche pädagogische Handlungsfelder, insbesondere für die Filmbildung, die interkulturelle Medienpädagogik und die Kooperation von schulischer und außerschulischer Medienbildung.
Ein wichtiger Gegenstand seiner Forschung ist im Rahmen eines sozialästhetischen Ansatzes auch die Frage nach milieusensiblen Konzepten der Medienbildung und subjektorientierten Methoden in der aktiven Medienarbeit. Er führte internationale Projekte medienpädagogischer Praxisforschung durch („VideoCulture“ und „Children in Communication about Migration“).
Ein weiteres Thema ist die Integration von visuellen Forschungsmethoden, insbesondere die Entwicklung einer lebensweltorientierten Bild- und Filmhermeneutik für die Interpretation und Analyse von medialen Eigenproduktionen, die von Kindern und Jugendlichen erstellt werden. Forschungsleitende Annahme ist die These: „Wer in der heutigen Mediengesellschaft etwas über die Vorstellungen, die Lebensgefühle, das Welterleben von Kindern und Jugendlichen erfahren möchte, der sollte ihnen die Chance geben, sich – ergänzend zu Wort und Schrift – auch mittels eigener, selbsterstellter Medienprodukte auszudrücken“.

### Bildungs- und berufspolitisches Engagement
Horst Niesyto gehörte 2009 zu den Initiatoren des Medienpädagogischen Manifests, welches eine umfassende und nachhaltige Förderung der Medienpädagogik in Wissenschaft und Forschung sowie auf allen Ebenen der Bildungs- und Erziehungspraxis forderte. Er war von 2009 bis 2014 Sprecher der Initiative „Keine Bildung ohne Medien!“, einem bundesweiten Zusammenschluss medienpädagogischer Organisationen. Von 2008 bis 2012 war er Vorsitzender der Sektion Medienpädagogik in der Deutschen Gesellschaft für Erziehungswissenschaft und organisierte 2011 im Rahmen der Initiative „Keine Bildung ohne Medien!“ den „Medienpädagogischen Kongress“ in Berlin.
Horst Niesyto setzte sich auch für eine medienpädagogische Grundbildung für alle pädagogischen Fachkräfte ein und wirkte mit an der Erarbeitung eines „Orientierungsrahmens für die Entwicklung von Curricula für medienpädagogische Studiengänge und Studienanteile“. In Baden-Württemberg wurde Horst Niesyto vom Kultusministerium in den Beirat zur Bildungsplanreform 2016 berufen und begleitete die Beratungen für eine „Leitperspektive Medienbildung“. Er war Mitglied in zahlreichen Beiräten und Kommissionen, darunter die Expertenkommission Medienbildung beim Bundesministerium für Bildung und Forschung  (BMBF), die Kommission Jugendmedienschutz der Landesmedienanstalten (KJM) sowie in  Beiräten von Forschungsprojekten.

## Veröffentlichungen (Auswahl)
- Horst Niesyto: Erfahrungsproduktion mit Medien. Selbstbilder, Darstellungsformen, Gruppenprozesse. Juventa-Verlag, Weinheim und München 1991 ISBN 3-7799-0830-1.
- Gerd Brenner, Horst Niesyto (Hrsg.): Handlungsorientierte Medienarbeit. Reihe Praxishilfen Jugendarbeit. Juventa-Verlag, Weinheim und München 1993 ISBN 3-7799-0962-6.
- Horst Niesyto: Medienpädagogik und soziokulturelle Unterschiede. Eine Studie zur Förderung der aktiven Medienarbeit mit Kindern und Jugendlichen aus bildungsmäßig und sozial benachteiligten Verhältnissen. Medienpädagogischer Forschungsverbund Südwest, Baden-Baden / Ludwigsburg 2000.
- Jürgen Belgrad, Horst Niesyto (Hrsg.): Symbol. Verstehen und Produktion in pädagogischen Kontexten. Schneider Verlag Hohengehren, Baltmannsweiler 2001 ISBN 3-89676-388-1.
- Horst Niesyto (Hrsg.): Selbstausdruck mit Medien. Eigenproduktionen mit Medien als Gegenstand der Kindheits- und Jugendforschung. Kopaed-Verlag, München 2001 ISBN 978-3-935686-17-4.
- Horst Niesyto (Hrsg.): Video-Culture - Video und interkulturelle Kommunikation. Grundlagen, Methoden und Ergebnisse eines internationalen Forschungsprojekts. (Mit einer CD-ROM) Kopaed-Verlag, München 2003 ISBN 978-3-935686-18-1.
- Horst Niesyto: Medienpädagogik und soziokulturelle Unterschiede. Neuauflage. Ludwigsburg 2004 ISBN 3-924080-27-5
- Horst Niesyto, Matthias Rath, Hubert Sowa (Hrsg.): Medienkritik heute. Grundlagen, Beispiele und Praxisfelder. Reihe Medienpädagogik interdisziplinär (Band 5). Kopaed-Verlag, München 2006. ISBN 978-3-938028-86-5.
- Werner Barg, Horst Niesyto, Jan Schmolling (Hrsg.): Jugend:Film:Kultur. Grundlagen und Praxishilfen für die Filmbildung. Kopaed-Verlag, München 2006. ISBN 978-3-938028-15-5
- Horst Niesyto (Hrsg.): film kreativ. Aktuelle Beiträge zur Filmbildung. Kopaed-Verlag, München 2006 ISBN 978-3-938028-20-9.
- Winfried Marotzki, Horst Niesyto (Hrsg.): Bildinterpretation und Bildverstehen. Methodische Ansätze aus sozialwissenschaftlicher, kunst- und medienpädagogischer Perspektive. Reihe Medienbildung Gesellschaft, VS Verlag für Sozialwissenschaften, Wiesbaden 2006, ISBN 3-531-15106-1.
- Horst, Niesyto, Peter Holzwarth, Björn Maurer (Hrsg.): Interkulturelle Kommunikation mit Foto und Video. Ergebnisse des EU-Projekts CHICAM „Children in Communication about Migration“. Kopaed-Verlag, München 2008, ISBN 3-86736-050-2.
- Peter Imort, Renate Müller, Horst Niesyto (Hrsg.): Medienästhetik in Bildungskontexten. Kopaed Verlag, München 2009. ISBN 978-3-86736-078-4.
- Bardo Herzig, Dorothee M. Meister, Heinz Moser, Horst Niesyto (Hrsg.): Jahrbuch Medienpädagogik 8. Medienkompetenz und Web 2.0. VS-Verlag, Wiesbaden 2009, ISBN 3-531-16944-0.
- Horst Niesyto (Hrsg.): Keine Bildung ohne Medien! Kopäd-Verlag, München 2011. ISBN 978-3-86736-200-9.
- Anja Hartung / Bernd Schorb / Horst Niesyto / Heinz Moser / Petra Grell (Hrsg.): Jahrbuch Medienpädagogik 10. Methodologie und Methoden medienpädagogischer Forschung. VS Verlag, Wiesbaden 2014. ISBN 978-3-658-04717-7.
- Peter Imort & Horst Niesyto (Hrsg.): Grundbildung Medien in pädagogischen Studiengängen. Kopaed Verlag, München 2014. ISBN 978-3-86736-199-6
- Horst Niesyto & Heinz Moser (Hrsg.): Medienkritik im digitalen Zeitalter. Kopaed Verlag, München 2018. ISBN 978-3-86736-420-1

## Ehrungen und Auszeichnungen
- Horst Niesyto ist Ehrenmitglied der Gesellschaft für Medienpädagogik und Kommunikationskultur e.V. (GMK).
- 2013 Festschrift für Horst Niesyto[25]